# Le Huitième Art et la Manière
Pour plus de détails, voir Fiche technique et Distribution.
Le Huitième Art et la Manière est un court métrage français de Maurice Regamey, sorti en 1952.

## Fiche technique
- Réalisation : Maurice Regamey, assisté de Claude Sautet
- Scénario : Armand Jammot et Maurice Regamey
- Montage : Marie-Louise Decanter
- Son : Louis Kieffer et Jean Lecocq
- Photographie : Paul Soulignac et Léon Bellet, assisté de Michel Hugo
- Musique : Jerry Mengo
- Producteur : Laurent Revelly
- Tourné à Paris
- Société de production : Reca Films
- Pays :  France
- Format : Noir et blanc - 1,37:1 - 35 mm - Son mono (Klangfilm)
- Durée : 33 minutes
- Année de sortie : 1952

## Distribution
- Christian Alers : Un présentateur
- Luc Andrieux : Le bruiteur
- Georgette Anys : L'épouse fan de radio
- Christian Argentin : Le professeur inventeur
- Henri Bosc : Le savant MacLoyd dans le feuilleton
- André Bourillon : Le journaliste sportif
- Alain Bouvette : Un speaker
- Claude Castaing : Lui-même
- Jacques Chabannes : Lui-même
- André Claveau : Lui-même
- Georges de Caunes : Lui-même
- Louis de Funès : Le mari fan de radio
- André Cerf
- Jacqueline Dufranne
- Michel Flamme
- René Fleur : Al Capisto dans le feuilleton
- Harry Max
- René Havard : Un présentateur
- Jacques Hilling : L'utilité
- Maurice Humbert
- Edith Lansac : La présentatrice de l'émission scientifique
- Robert Le Béal : Un speaker
- Jerry Mengo : Lui-même
- François Patrice : Georges Palmer, dans le feuilleton
- Maria Riquelme : Elle-même
- Roger Roger : Lui-même
- Saint-Granier : Lui-même
- Solange Sicard
- Pierre Spiers : Lui-même
- Loïs Van Lee : Lui-même